# 버진 인터랙티브 엔터테인먼트
버진 인터랙티브 엔터테인먼트(후기 사명 아발론 인터랙티브 그룹 유한회사)는 영국의 비디오 게임 배급사였다. 영국 복합기업 버진 그룹의 비디오 게임 전문 배급 및 공급부서였다.
1983년 버진 게임스라는 사명으로 5인의 초소규모 회사로 설립됐다. 1987년 마스터트로닉 레이블을 매입하면서 급성장했다. 버진의 비디오 게임 부서는 다중매체 제작사로 발전해 장난감, 영화 및 교육 분야에도 진출했다. 1993년에 '버진 인터랙티브 엔터테인먼트'로 사명을 변경했다.
1990년대 동안 오락산업에서 다중매체 배급사업을 전개했다. 디즈니같은 기업들과 교류해 《라이온 킹》, 《알라딘》, 《더 터미네이터》같은 게임들을 제작했으며 유럽 시장에서 캡콤의 《바이오하자드》, 이드 소프트웨어의 《둠 II》같은 게임들을 배급했다.
1990년대 말 북미 지부는 일렉트로닉 아츠에 매각됐으며 유럽 지부는 인터플레이 엔터테인먼트와 타이터스 인터랙티브에 흡수됐다. 2003년 8월에 아발론 인터랙티브로 개명됐으며 2005년 타이터스가 파산돼 같이 폐업했다. 현재 버진의 지적자산은 타이터스를 매입한 인터플레이 엔터테인먼트가 소유한다.

### 내용주
1. ↑  영어: Virgin Interactive Entertainment
2. ↑  영어: Avalon Interactive Group, Ltd.